# Apple Park
El Apple Park es la sede de la empresa multinacional de tecnología Apple, ubicada en el número 1 de la Apple Park Way en la localidad de Cupertino (California), Estados Unidos. El complejo, de estilo neofuturista, se abrió a los trabajadores de la empresa en abril de 2017, cuando las obras no habían terminado. Sus instalaciones de investigación y desarrollo son el lugar de trabajo de unas 12.000 personas y reemplazan al cuartel general de la compañía en el Apple Campus de la misma localidad, que abrió en 1993.

## Diseño
La planta circular del edificio principal y sus enormes dimensiones han llevado a que popularmente se lo conozca como la «nave espacial». Ubicado en una parcela de 71 ha., en el enorme edificio circular de cuatro plantas de altura y 260 000 m² trabajan en total 12 000 personas. Steve Jobs quiso que el Apple Park se asemejara más a un refugio natural que a un complejo de oficinas y por eso el 80 % del terreno está ocupado por zonas verdes en las que crecen árboles y plantas xerófilas propias de la zona de Cupertino, mientras que el jardín central cuenta con un gran estanque artificial.

## Construcción
El proyecto del Apple Park fue anunciado por Steve Jobs a las autoridades de Cupertino en 2006. El edificio fue concebido por el propio Jobs y por el arquitecto británico Norman Foster. El proyecto fue aprobado por el ayuntamiento en noviembre de 2013 y al año siguiente comenzaron las obras del complejo en un terreno situado a menos de dos km del Apple Campus. El proyecto ha sufrido diversos retrasos y sobrecostes que han elevado su coste final hasta unos 5000 millones de dólares, en parte por el perfeccionismo de la compañía Apple y por el empeño de hacer uno de los edificios más energéticamente sostenibles del mundo. El 22 de febrero de 2017 la compañía anunció el nombre de su nueva sede y el primer evento público se celebró en el Teatro Steve Jobs el 12 de septiembre de 2017.

## Galería

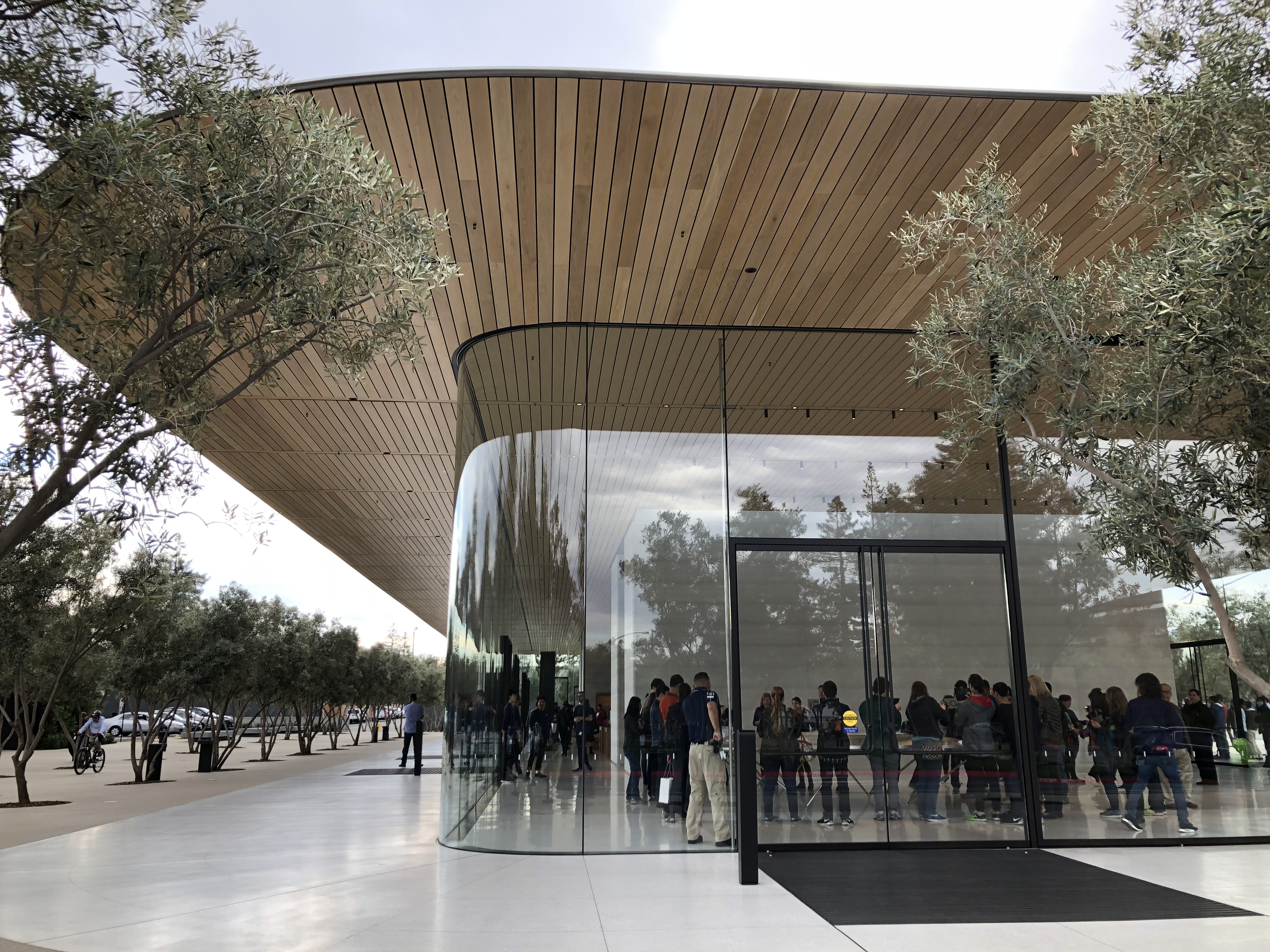
Centro de visitantes.
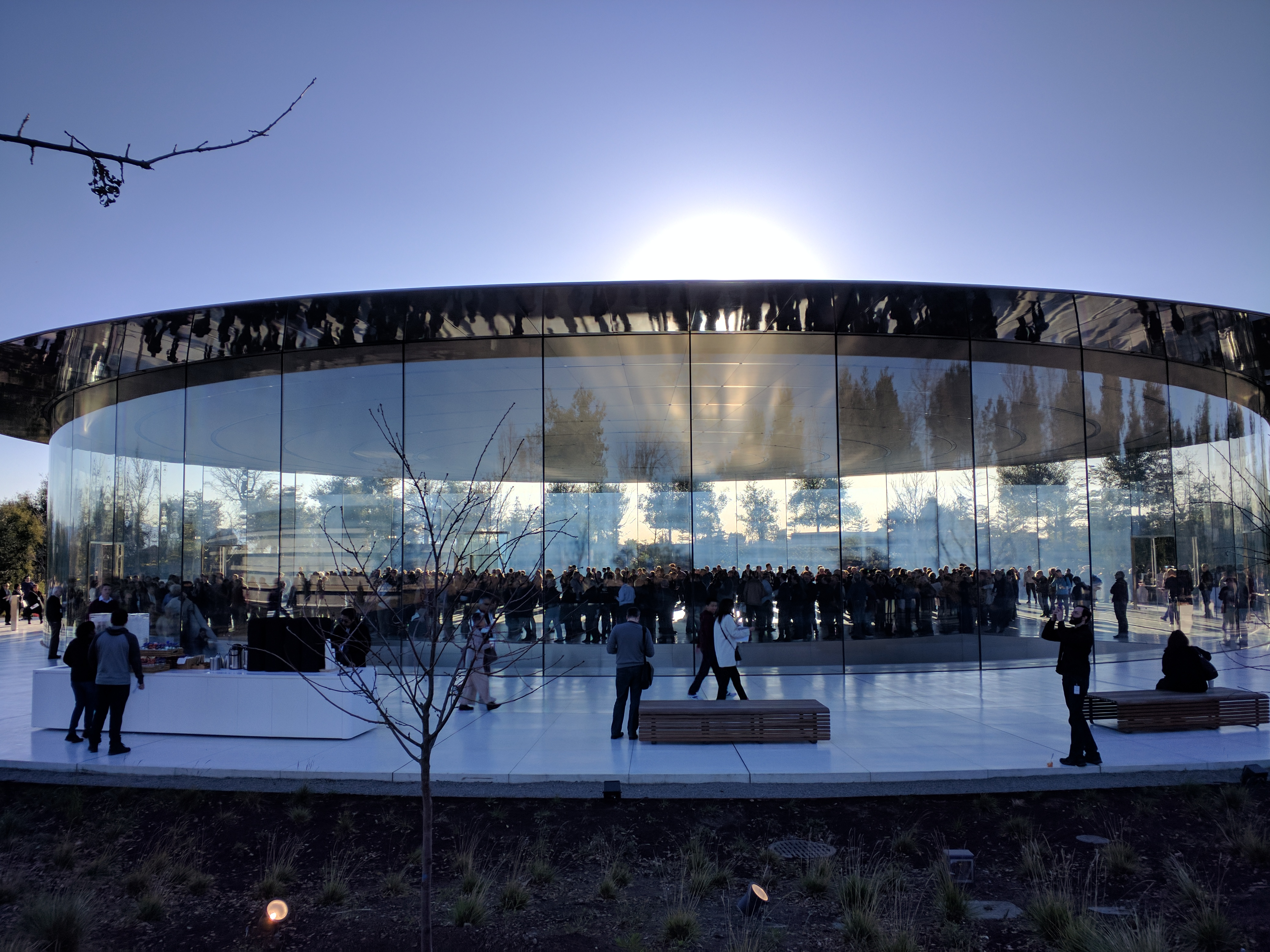
Teatro Steve Jobs.
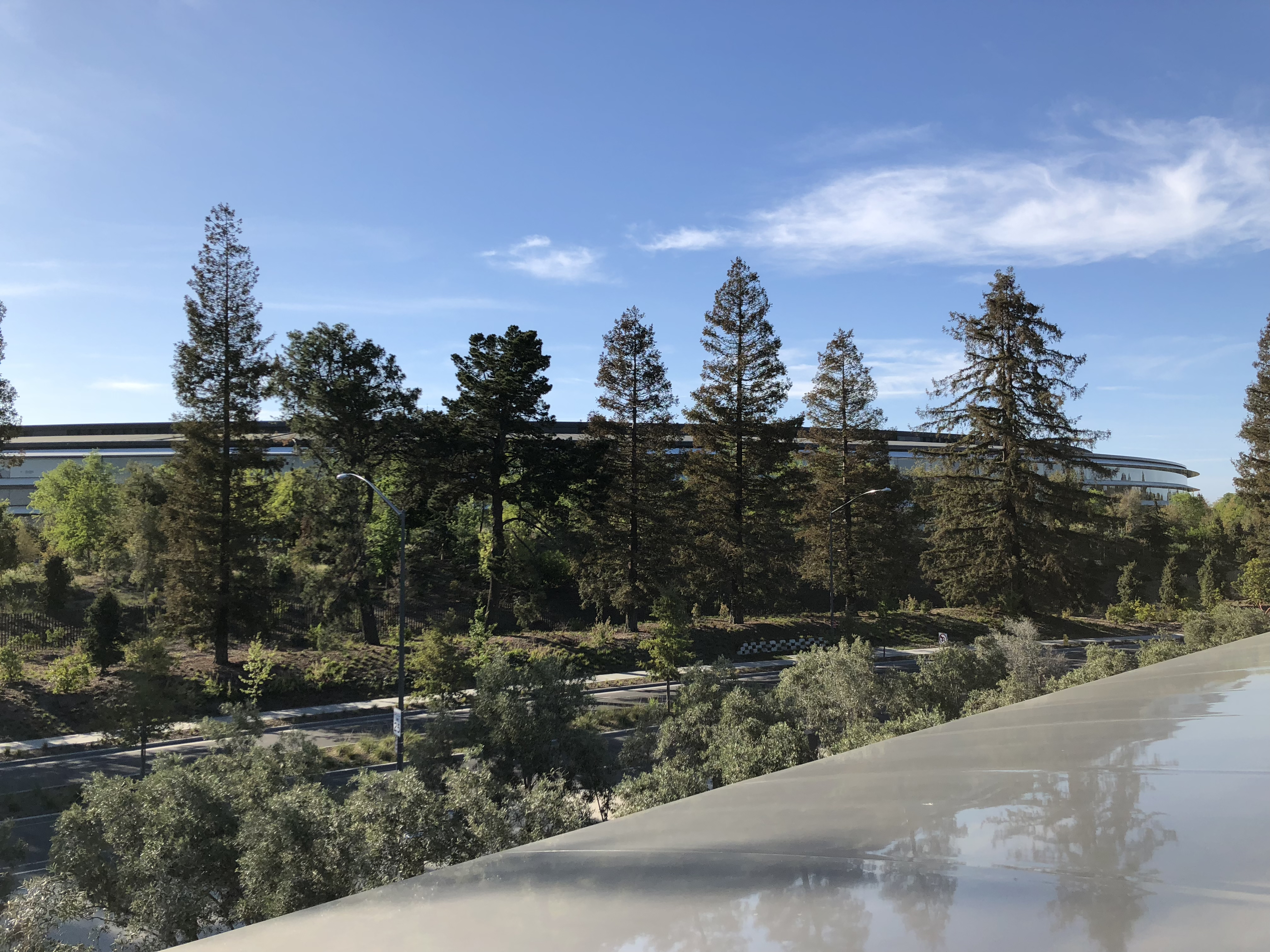
Zonas verdes.
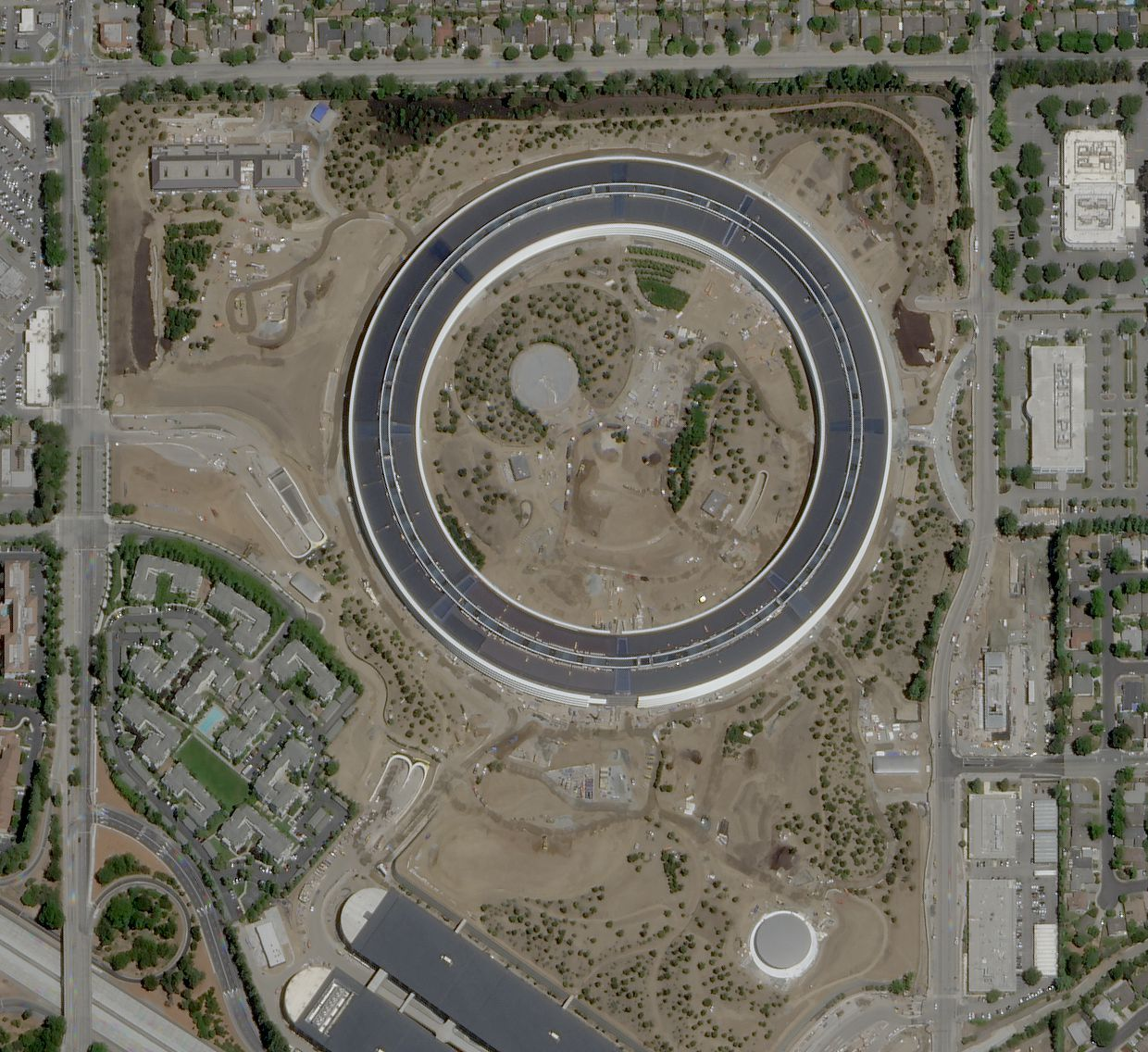
Imagen de satélite del complejo.
Auditorio del Teatro Steve Jobs.